# Microtus arvalis
El topillo campesino (Microtus arvalis) es una especie de roedor de la familia Cricetidae ampliamente distribuido por Europa y algunas zonas de Asia.

## Descripción
Es un pequeño roedor, de 8-13 cm de longitud, de los que un cuarto corresponde a la breve cola. De constitución masiva, con orejas cortas, nada sobresalientes y cabeza ancha. El color dorsal es pardo-amarillento, y el ventral blanco-grisáceo; los jóvenes son grisáceos y no hay dimorfismo sexual en cuanto a color y porte. Es muy semejante a Microtus agrestis, del que se distingue con dificultad.

## Hábitat y modo de vida
Se trata de un herbívoro estricto, de hábitos diurnos, que se alimenta preferentemente de dicotiledóneas. Puede ser plaga de los cultivos, sobre todo de los de regadío.
Construye su nido en una cavidad esférica subterránea, a 30-50 cm de profundidad, que comunica con el exterior por varias galerías. En la superficie recorre siempre las mismas rutas, dando lugar a senderos reconocibles entre la vegetación.

## Reproducción y cría
Se trata de una especie poligínica, en la que cada macho fecunda a un cierto número de hembras. Cada hembra está dotada de cuatro pares de mamas, y pare cada vez entre 2 y 11 crías, después de una gestación de 21 a 22 días. En el valle del Duero, las condiciones climáticas permiten que la reproducción se extienda a lo largo de todo el año, pero no es así en Pirineos o Europa Central. Las hembras alcanzan la madurez sexual en sólo un mes, y los machos en dos.

## Demografía
La mortalidad en las primeras fases de la vida es muy alta, pero cuando las circunstancias son favorables, con pocos depredadores y mucho alimento, la elevada tasa de natalidad facilita que se produzcan explosiones demográficas. El rápido crecimiento y maduración permiten que se sucedan varias generaciones en un solo año.

## Distribución
Especie de distribución paleártica, se extiende desde el centro de Rusia, a través de Europa Central, hasta la costa atlántica de Francia y la península ibérica. Está ausente en las regiones septentrionales, la Europa Mediterránea y las islas británicas, a excepción de las poblaciones aisladas en las islas Orcadas (norte de Escocia). 
En España su distribución se limitaba a los sistemas montañosos de la mitad norte (Cordillera Cantábrica, Sistema Central, Sistema Ibérico y Pirineos), pero sucesivas explosiones demográficas en los años 70 y 90 del siglo XX propiciaron la colonización de nuevas áreas y actualmente ocupa también la práctica totalidad de la Meseta Norte.

## Variación geográfica
El aislamiento geográfico de las poblaciones de M. arvalis durante la última glaciación dio lugar a cinco linajes genéticos diferenciados. Uno en el oeste de Europa (Península ibérica (M. a. asturianu), sur de Francia (M. a. arvalis) e islas Orcadas (M. a. orcadensis)), otro en Europa central (desde el noreste de Francia, Dinamarca y Holanda hasta Alemania), otro en el sur de Alemania, otro en Italia (M. a. rufescentefuscus) y finalmente, un linaje oriental desde Hungría y Eslovaquia (M. a. levis) a Siberia (M. a. obscurus).

### Topillo de las Orcadas

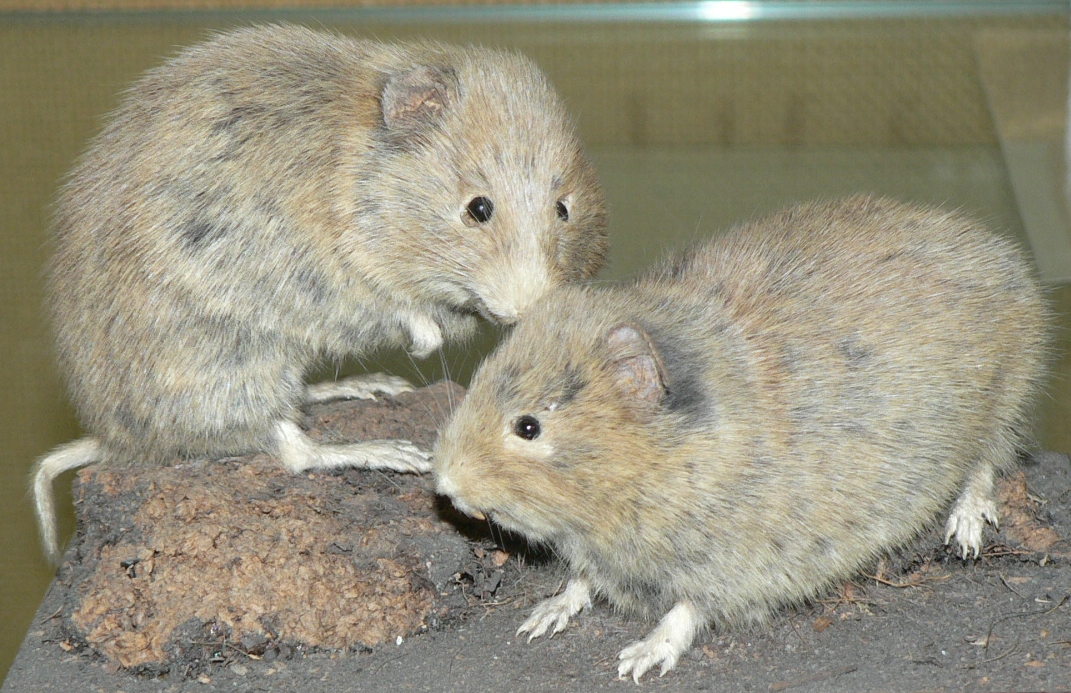
Topillo de las Orcadas

Topillo de las Orcadas (M. a. orcadensis) es el nombre común con el que se denomina a las poblaciones endémicas de las islas Orcadas, situadas frente a la costa norte de Escocia. Se parecen al topillo agreste y son más grandes que el campesino, pero tienen el pelaje más corto y más claro.
Estas poblaciones pertenecen al linaje occidental, presente en Francia y España y su origen está ligado a la llegada de los primeros agricultores a las islas hace unos 5100 años. Probablemente los topillos fueron recogidos en la costa belga y transportados directamente al archipiélago. Los restos más antiguos se encontraron en los depósitos de Skara Brae.
Algunos autores distinguen cinco subespecies de topillos de las Orcadas, dependiendo de la isla en la que se encuentran: M. a. orcadensis (en la isla de Mainland), M. a. sandayensis (en Sanday), M. a. westraensis (en Westray), M. a. rousaiensis (en Rousay) y M. a. ronaldshaiensis (en South Ronaldsay).
Los topillos de las Orcadas fueron introducidos en el archipiélago durante el Neolítico. El fósil más antiguo conocido de este animal es de hace cuatro mil seiscientos años: marca la primera fecha posible de la introducción de la especie. El área original de los topillos podría ser Francia o España. No hay ejemplares de topillos campesinos en la tierra firme de Gran Bretaña.

## Plagas
Las poblaciones del Duero presentan desde hace 20 años ciclos demográficos conocidos también de otras especies de la subfamilia arvicolinos, con oscilaciones cuyo período típico es de tres o cuatro años. En condiciones normales la densidad típica es de 5-10 individuos por hectárea, pero en los máximos puede superar ampliamente 200 individuos/ha. En la fase normal los machos son muy territoriales; durante las fases de explosión demográfica la organización social se debilita. El hábitat normal son las manchas de vegetación natural herbácea o de matorral, pero cuando crece la densidad se extiende a prácticamente todos los ambientes, dentro de su área de distribución.
Pueden trasmitir enfermedades al ser humano como la tularemia, tanto por contacto directo como por el polvo que han tocado.

### Valle del Duero en 2007
En 2007 los campos de Castilla y León (España) se vieron seriamente perjudicados por este pequeño roedor. En el valle del Duero y en las montañas circundantes existe una subespecie propia, algo mayor que la típica. Se calcula que en agosto de 2007 el número de ejemplares era de 750 millones, ocupando una extensión de 2 millones de hectáreas.

## Galería

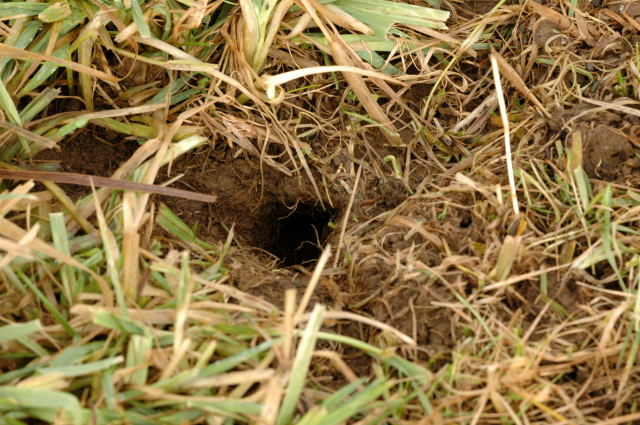
Guarida de un topillo campesino.
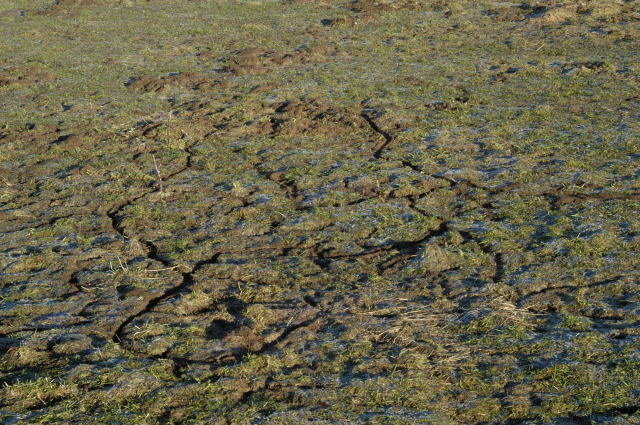
Galerías.
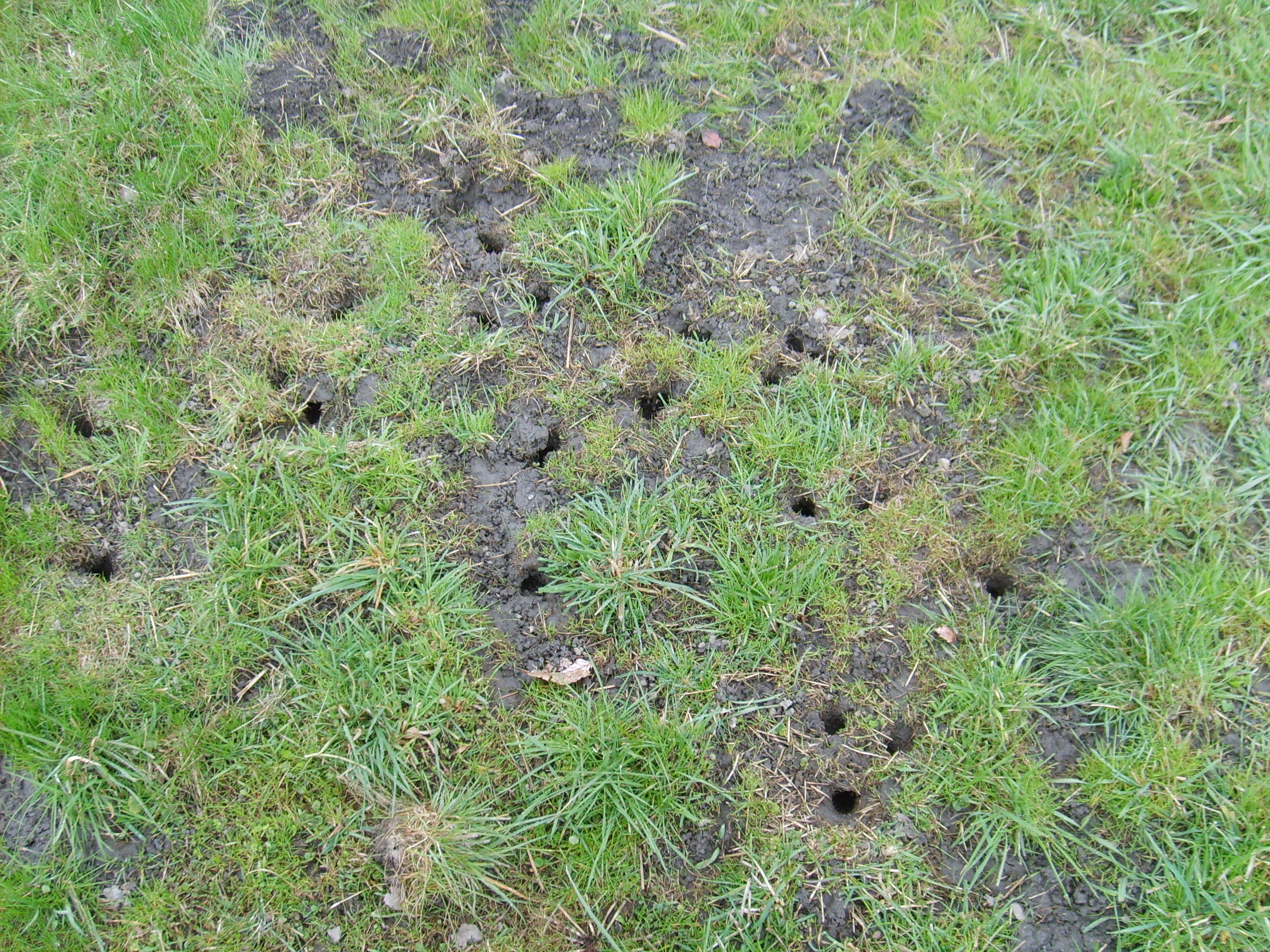
Entradas de una colonia en Interlaken (Suiza).

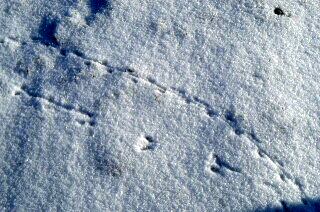
Rastros en la nieve.
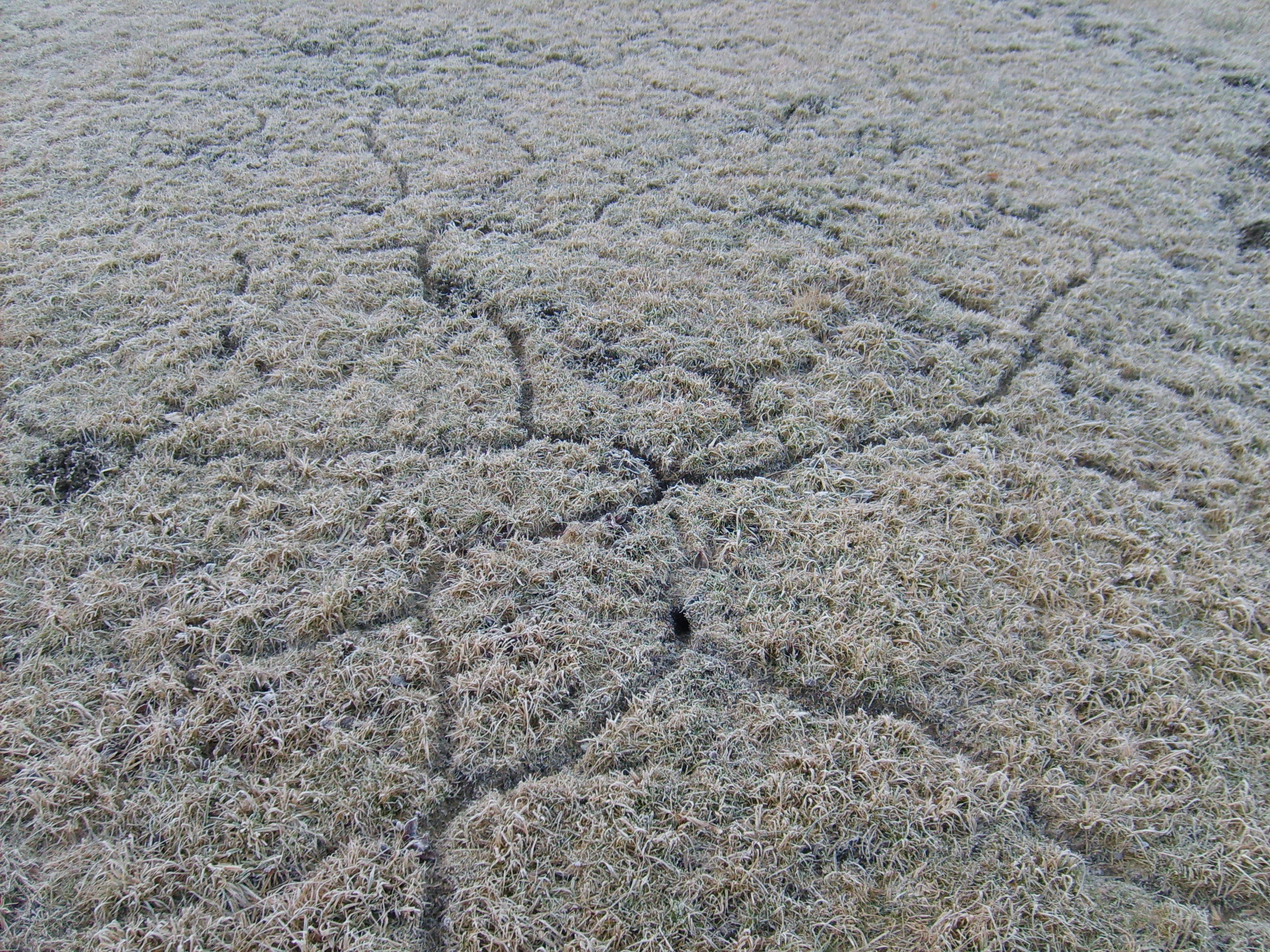
Sendas de topillos campesinos al final del invierno. Interlaken.